# كريس كونيغ
كريس كونيغ (بالإنجليزية: Kris Koenig)‏ هو مصور سينمائي ومنتج أفلام ومخرج أمريكي، ولد في 1962 في تشيكو في الولايات المتحدة.

## وصلات خارجية
- كريس كونيغ على موقع IMDb (الإنجليزية)
- كريس كونيغ على موقع قاعدة بيانات الفيلم (الإنجليزية)